# クインシー・ジョーンズ
クインシー・ジョーンズ（Quincy Jones、1933年3月14日 - 2024年11月3日）は、アメリカ合衆国のジャズ・ミュージシャン、音楽プロデューサー、作曲家、編曲家。マイケル・ジャクソンと共同プロデュースしたアルバムにて売上世界一のギネス記録保持者。1950年代から第一線で活躍を続け、グラミー賞をはじめとする音楽賞を多数受賞している。ブラックミュージック界のみならず、アメリカのポピュラー音楽界における著名人の一人。また、米FOXテレビの人気コメディ番組『MADtv』の製作総指揮も担当。

## 来歴

### 生い立ち - 1970年代までの活動
イリノイ州シカゴ出身。少年時代にトランペットを学ぶ。10歳の頃にワシントン州に転居。そこで盲目のピアノ・プレーヤーの少年レイ・チャールズと知り合い、ともにバンド活動を始める。1951年、バークリー音楽大学を卒業後、トランペット・プレーヤーとしてライオネル・ハンプトン楽団 に参加。そこでアレンジャーとしての才能を見出され、カウント・ベイシー、デューク・エリントンら多くのジャズミュージシャンのアレンジを手がけるようになった。
1957年にパリへ渡り、作曲・音楽理論などを学ぶ。フランスのマーキュリー・レコード社長の知己を得てヨーロッパでも数々のビッグバンドを率いて活躍し、自身のバンドでも成功を収めた。1964年には、マーキュリー・レコードニューヨーク支社の副支社長となり、同時に映画音楽の分野へも活動の幅を広げる。

Logo of Quincy Jones Productions

1960年代からはプロデューサーとしても活躍し始め、1962年には『ビッグ・バンド・ボサ・ノヴァ』を発表。同アルバムに収録の「ソウル・ボサ・ノヴァ」は彼の代表曲ともなり、1963年にレスリー・ゴーアの「涙のバースデイ・パーティ」をビルボード1位にしたのをはじめ、マイルス・デイヴィス、フランク・シナトラらのプロデュースを手がけた。また映画『夜の大捜査線』や『ゲッタウェイ』のサウンドトラックも評判となった。テレビ映画、ドラマでは『鬼警部アイアンサイド』や『ルーツ』のサウンドトラックも担当した。自身の作品でも数々のヒット作を残し、1978年にはファンキー・ディスコ調の『スタッフ・ライク・ザット』がポップ・チャートでもヒットした。
1978年、映画『ウィズ』の現場でマイケル・ジャクソンと出会う。
そこでマイケルが「誰か僕に合うプロデューサーはいないかな」と言ったところ「僕じゃ駄目かな？」とクインシーが返答したという逸話が残っている。
そうして翌年のアルバム『オフ・ザ・ウォール』よりタッグを組むことになる。

### 1980年代以降の活動
1981年、自身のアルバム『愛のコリーダ (The Dude)』収録の「愛のコリーダ」（チャス・ジャンケルによる1979年録音のアルバム『愛のコリーダ (Chas Jankel)』収緑曲のカヴァー。タイトルの由来は、大島渚監督の同名映画）は、ポップ・チャートでもヒットした。
1982年のマイケル・ジャクソンのアルバム『スリラー』はギネス・ワールド・レコーズに史上最も売れたアルバムとして認定され、その地位は不動のものとなる。同年、自主レーベルのクウェスト・レコードを設立、1985年までA&Mレコードが供給したが、後にワーナー・ブラザース・レコードに売却される。また同年には、アメリカのスーパースターが一堂に会して録音したチャリティー曲「ウィ・アー・ザ・ワールド」のプロデュースも手がけた。
1987年のマイケル・ジャクソンのアルバム『バッド』も同一アルバムからのシングルカットが5つのナンバーワン・ヒットを記録。このアルバムを最後にマイケルとのタッグを解消する。1989年に発表した自身のアルバム『バック・オン・ザ・ブロック』は、第33回グラミー賞で最優秀アルバム賞を受賞し、同作からは「アイル・ビー・グッド・トゥ・ユー」、「ザ・シークレット・ガーデン」、「トゥモロウ」といった全米トップ100ヒットが生まれた。
1990年代のクラブ・シーンでは、1960年代のファンキーなジャズ作品が再評価され、「ソウル・ボサ・ノヴァ」は、映画『オースティン・パワーズ』のテーマ曲としても使用された。日本では、テレビ番組『ウイークエンダー』のジングルとして『鬼警部アイアンサイド』のテーマが再度注目された。
1994年度の第67回アカデミー賞においてジーン・ハーショルト友愛賞を受賞。
1999年、クインシー、ボブ・ゲルドフ、U2のボノが中心になって、マイケル・ジャクソン、マドンナ、スティング、ポール・マッカートニーほか多数のミュージシャンがサポートした世界の貧困救済を唱えるジュビリー2000の運動に参加した（2005年のチャリティ・コンサート、LIVE 8へと発展していった）。
2003年、クインシー・ジョーンズ生誕70周年ベスト・アルバムがリリースされる。
2006年、北京オリンピック組織委員会の芸術顧問になったが、後にダルフール紛争に関する中国政府の姿勢に抗議してクインシーは、スティーヴン・スピルバーグらと芸術顧問を辞任した。

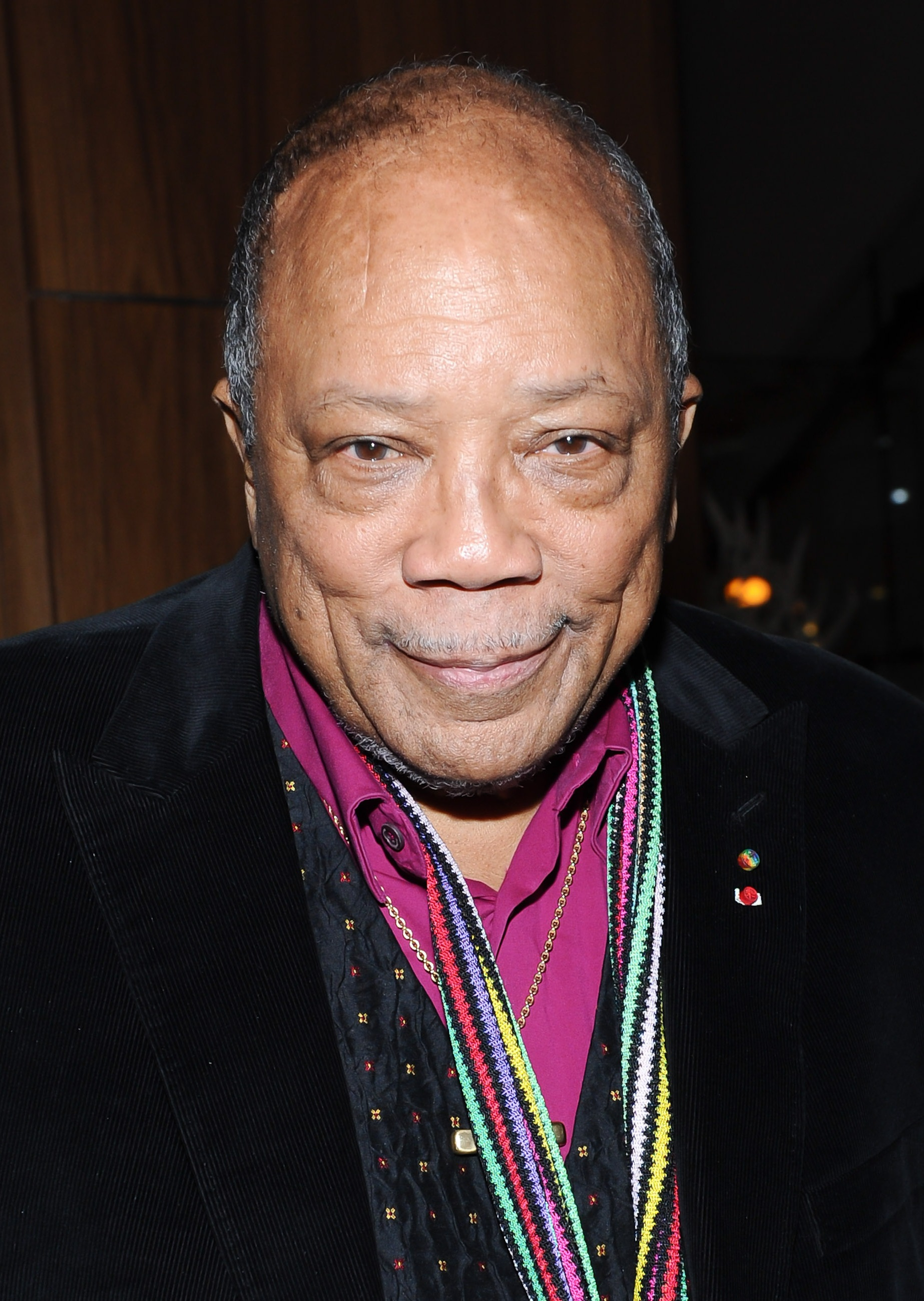
晩年期のクインシー（2014年）

2007年に、2008年度のグラミー賞レコーディングアカデミー50回大記念の大使に任命された。「現在18,000ものミュージックメーカーで構成されたグラミー賞の創始者の一人として誇りに感じている」とコメントし、50周年を祝う数々のセレモニーを企画している。
2022年にはジム・キャリーと共に、ザ・ウィークエンドのアルバム『Dawn FM』の制作に関わった。
2024年11月17日、第15回ガバナーズ賞においてアカデミー名誉賞（第97回）の授与が発表されていたが、同年11月3日の夜、ロサンゼルスのベルエア地区にある自宅で死去。91歳没。後に死因は膵臓癌だとわかった。同名誉賞は死後に贈られ、生前本人が亡くなる直前まで準備していたスピーチは、授賞式に出席した娘のラシダ・ジョーンズによって代読された。

## 家族
- 女優のジェリ・コードウェル（1957年結婚、1966年離婚）との間に一女（ジョリー・ジョーンズ・リーバイン）。
- スウェーデン人女優のウラ・ジョーンズ （1967年結婚、1974年離婚） との間に一男（作曲家のクインシー・ジョーンズ3世）一女（マルティナ）。
- 女優のペギー・リプトン（1974年結婚、1990年離婚）との間に二女 （女優のキダーダ・ジョーンズ、ラシダ・ジョーンズ）。
- 愛人のキャロル・レイノールズとの間に一女（レイチェル・ジョーンズ）。
- ドイツ人女優のナスターシャ・キンスキー（1991年結婚、1995年離婚）との間に一女（モデルのケーニャ・キンスキー・ジョーンズ）。

## ディスコグラフィ

### リーダー・アルバム
- 『ジャズ・アブロード』 - Jazz Abroad (1955年、EmArcy) ※with ロイ・ヘインズ
- 『私の考えるジャズ』 - This Is How I Feel About Jazz (1956年、ABC-Paramount)
- 『ゴー・ウェスト・マン』 - Go West, Man! (1957年、ABC-Paramount)
- Quincy's Home Again (1958年、Metronome) ※EP
- 『バンドの誕生』 - The Birth of a Band! (1959年、Mercury) ※旧邦題『バース・オブ・ア・バンド』
- 『グレイト・ワイド・ワールド・オブ・クインシー・ジョーンズ』 - The Great Wide World of Quincy Jones (1959年、Mercury)
- 『アイ・ディグ・ダンサーズ』 - I Dig Dancers (1960年、Mercury)
- 『ビッグ・バンド・ジャズ世界旅行』 - Around the World (1961年、Mercury)
- 『クインシー・ジョーンズ・アット・ニューポート'61』 - Newport '61 (1961年、Mercury)
- 『グレイト・ワイド・ワールド・オブ・クインシー・ジョーンズ・ライヴ!』 - The Great Wide World of Quincy Jones Live (in Zurich!) (1961年、Mercury)
- 『ザ・クインテッセンス』 - The Quintessence (1961年、impulse!)
- 『ソウル・ボサ・ノヴァ』 - Big Band Bossa Nova (1962年、Mercury)
- 『ザ・ヒップ・ヒッツ』 - Quincy Jones Plays Hip Hits (1963年、Mercury)
- 『ミュージック・オブ・ヘンリー・マンシーニ』 - Quincy Jones Explores the Music of Henry Mancini (1964年、Mercury)
- 『ゴールデン・ボーイ』 - Golden Boy (1964年、Mercury) ※旧邦題『サイドワインダー』
- 『ウィー・ハド・ア・ボール』 - I/We Had a Ball (1964年、Limelight) ※ミュージカル・サウンドトラック（オムニバス）
- 『プレイズ・フォー・プッシーキャッツ』 - Quincy Plays for Pussycats (1965年、Mercury)
- 『クインシーのニュー・バッグ』 - Quincy's Got a Brand New Bag (1965年、Mercury)
- 『ウォーキング・イン・スペース』 - Walking in Space (1969年、A&M)
- 『グラ・マタリ』 - Gula Matari (1970年、A&M)
- 『スマックウォーター・ジャック』 - Smackwater Jack (1971年、A&M)
- 『バッド・ガール』 - You've Got It Bad Girl (1973年、A&M)
- 『ボディ・ヒート』 - Body Heat (1974年、A&M)
- 『メロー・マッドネス』 - Mellow Madness (1975年、A&M)
- 『アイ・ハード・ザット!!』 - I Heard That!! (1976年、A&M)
- 『スタッフ・ライク・ザット』 - Sounds...and Stuff Like That!! (1978年、A&M)
- 『ライヴ・アット武道館』 - Quincy Jones Live at the Budokan (1981年、A&M)
- 『愛のコリーダ』 - The Dude (1981年、A&M)
- 『至上の愛』 - Blanchard: New Earth Sonata / Telemann: Suite In A Minor (Overture/Air A L'Italien/Rejouissance) (1985年、CBS Masterworks) ※with ヒューバート・ロウズ、チック・コリア
- 『バック・オン・ザ・ブロック』 - Back on the Block (1989年、Qwest)
- 『ライヴ・アット・モントルー』 - Miles & Quincy Live at Montreux (1993年、Warner Bros.) ※with マイルス・デイヴィス
- 『Q'Sジューク・ジョイント』 - Q's Jook Joint (1995年、Qwest)
- 『Q ライヴ・イン・パリ1960』 - Q Live in Paris circa 1960 (1996年、Qwest)
- 『ベイシー&ビヨンド』 - Basie and Beyond (2000年、Warner Bros.) ※ザ・クインシー・ジョーンズ/サミー・ネスティコ・オーケストラ名義
- The Original Jam Sessions 1969 (2004年、Concord Jazz) ※with ビル・コスビー
- 『Q:ソウル・ボサ・ノストラ』 - Q Soul Bossa Nostra (2010年、Interscope)
- 『マドモアゼル・ド・パリ』 - Mademoiselle De Paris  (2013年、SSJ) ※with アンディ・ウィリアムス

### サウンドトラック

#### 映画
- 『質屋』 - The Pawnbroker（1965年）シドニー・ルメット監督
- 『蜃気楼』 - Mirage（1965年）エドワード・ドミトリク監督
- 『いのちの紐』 - The Slender Thread（1965年）シドニー・ポラック監督
- 『歩け走るな!』 - Walk, Don't Run（1966年）チャールズ・ウォルタース監督
- 『恐怖との遭遇』 - The Deadly Affair（1967年）シドニー・ルメット監督
- Enter Laughing（1967年）カール・ライナー監督
- 『夜の大捜査線』 - In the Heat of the Night（1967年）ノーマン・ジュイソン監督
- 『冷血』 - In Cold Blood（1967年）リチャード・ブルックス監督
- 『愛は心に深く』 - For Love of Ivy（1968年）ダニエル・マン監督
- 『汚れた七人』 - The Split（1968年）ゴードン・フレミング監督
- 『マッケンナの黄金』 - Mackenna's Gold（1969年）J・リー・トンプソン監督
- 『ミニミニ大作戦』 - The Italian Job（1969年）ピーター・コリンソン（英語版）監督
- 『失われた男』 - The Lost Man（1969年）ロバート・アラン・アーサー監督
- 『ボブ&キャロル&テッド&アリス』 - Bob & Carol & Ted & Alice（1969年）ポール・マザースキー監督
- 『サボテンの花』 - Cactus Flower（1969年）ジーン・サックス監督
- 『ジョンとメリー』 - John and Mary（1970年）ピーター・イェーツ監督
- 『続・夜の大捜査線』 - They Call Me Mister Tibbs!（1970年）ゴードン・ダグラス監督
- 『バンクジャック』 - $（1971年）リチャード・ブルックス監督
- 『ショーン・コネリー/盗聴作戦』 - The Anderson Tapes（1971年）シドニー・ルメット監督
- 『センチュリアン』 - The New Centurions（1972年）リチャード・フライシャー監督
- 『ホット・ロック』 - The Hot Rock（1972年）ピーター・イェーツ監督
- 『ゲッタウェイ』 - The Getaway（1972年）サム・ペキンパー監督
- 『ウィズ』 - The Wiz（1978年）シドニー・ルメット監督
- 『カラーパープル』 - The Color Purple（1985年）スティーヴン・スピルバーグ監督

#### テレビシリーズ
- 『鬼警部アイアンサイド』 - Ironside（1967年 - 1975年）
- 『ルーツ』 - Roots（1977年）

### 作曲、指揮、編曲、プロデュース（抜粋）
- 1955年 ヘレン・メリル、Helen Merrill with Clifford Brown
- 1955年 ソニー・スティット、Sonny Stitt Plays Arrangements from the Pen of Quincy Jones
- 1961年 ペギー・リー、If You Go
- 1962年 ペギー・リー、Blues Cross Country
- 1963年 エラ・フィッツジェラルド、Ella and Basie!
- 1964年 フランク・シナトラ、It Might as Well Be Swing
- 1966年 フランク・シナトラ、Sinatra at the Sands with Count Basie
- 1979年 マイケル・ジャクソン、Off the Wall
- 1982年 マイケル・ジャクソン、Thriller
- 1984年 フランク・シナトラ、L.A. Is My Lady

## フィルモグラフィ
- 『ファンタジア2000』 - Fantasia 2000 (1999年) – 自身役 (「ラプソディ・イン・ブルー」の断片)
- 『オースティン・パワーズ ゴールドメンバー』 - Austin Powers in Goldmember (2002年) – 自身役
- 『すばらしき映画音楽たち』 - Score: A Film Music Documentary (2017年) – 自身役
- 『サンディ・ウェクスラー』 - Sandy Wexler (2017年) – 自身役
- 『クインシーのすべて』 - Quincy (2018年) – 自身役
- 『ブラック・ゴッドファーザー : クラレンス・アヴァントの軌跡』 - The Black Godfather (2019年) – 自身役
- Jay Sebring....Cutting to the Truth (2020年) – 自身役

## 日本公演
- 1981年

7月6日 日本武道館、7日 神戸国際会館、9日 日本武道館、10日 福岡サンパレス
※東京のNHKスタジオでライブのリハーサルが行われた。武道館公演を収めたライブ・アルバム『LIVE AT THE BUDOKAN』を後にリリース。「ラザマタズ」が来日記念シングルとして日本独自のジャケットでリリースされた。
- 2013年　The 80th Celebration Live Gala Party

7月28日 Blue Note Tokyo、31日、8月1日 東京国際フォーラムホールA
※上記以外にも、1973年と1975年に来日公演を行っている。なお、ビジネスやプロモーションを含めると1960年代から度々来日しており、1987年に行われたマイケル・ジャクソンの初のソロ来日公演に同行して日本へ来たこともある。

## 関連項目

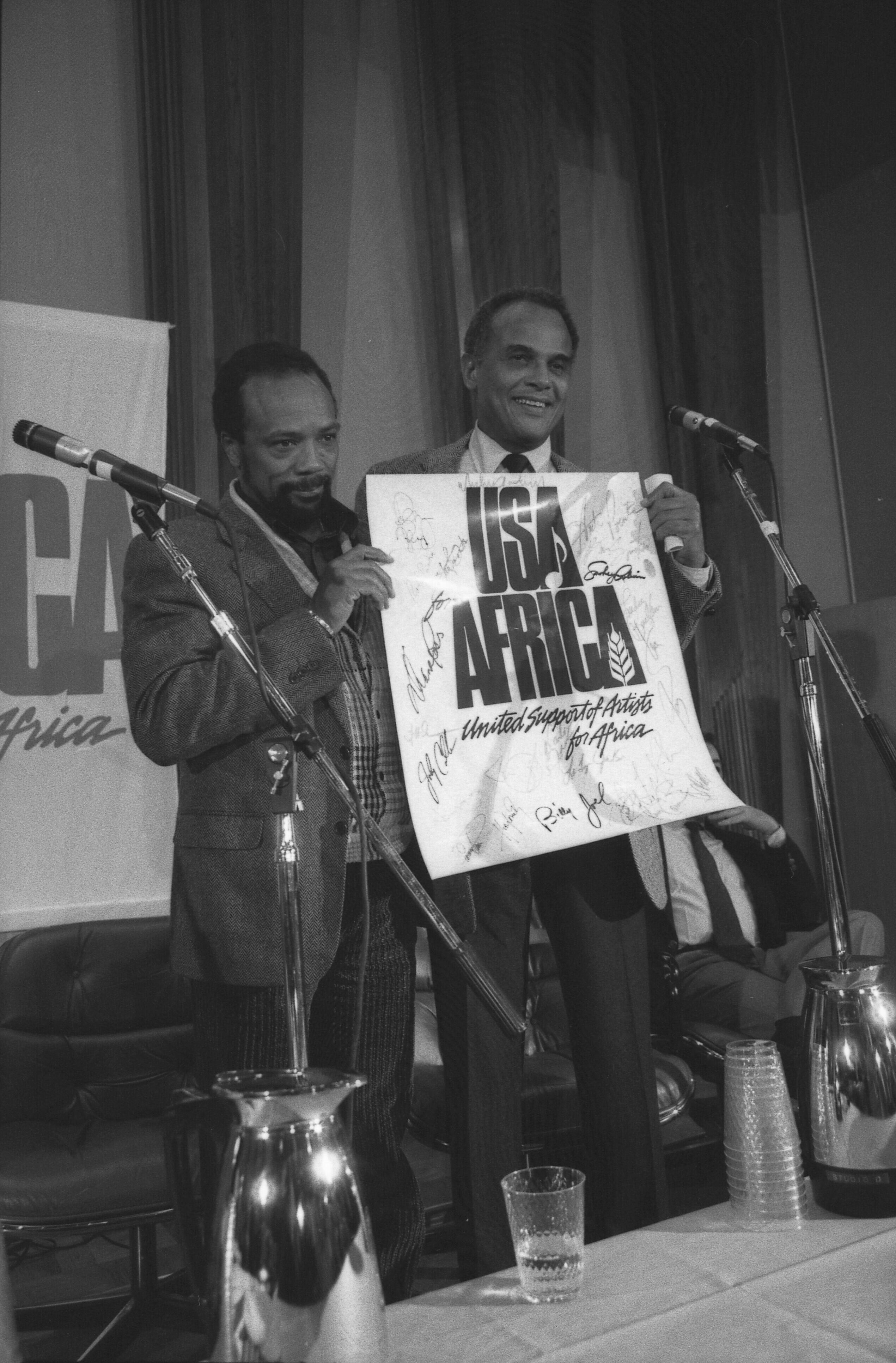
USAフォー・アフリカ提唱者のハリー・ベラフォンテ（右）と、クインシー・ジョーンズ